# SN 2010ke
SN 2010ke – supernowa typu Ia odkryta 14 listopada 2010 roku w galaktyce A005725-0057. W momencie odkrycia miała maksymalną jasność 18,10m.